# دل مویرتو (آریزونا)
دل مویرتو (به انگلیسی: Del Muerto) یک منطقهٔ مسکونی در ایالات متحده آمریکا است که در شهرستان آپاچی، آریزونا واقع شده‌است. دل مویرتو ۲٫۵۷ کیلومتر مربع مساحت و ۱۱٬۲۶۵ نفر جمعیت دارد و ۱٬۹۶۲٫۹۴ متر بالاتر از سطح دریا واقع شده‌است.